# Ламан, Николай Константинович
Николай Константинович Ламан (11 марта 1925, Москва — 21 июля 2001, Москва) — советский историк науки и техники, специалист в области металлургии и методов обработки металлов.

## Биография
Родился в Москве. Отец Ламан Константин Антонович (1886-1953), мать Ламан Мария Ивановна (1890-1972). Имел сестру и двух братьев.
В начале Великой Отечественной войны, прервав обучение в школе, поступил на работу на Государственный союзный завод № 27 Наркомата авиационной промышленности СССР в качестве электрика. Награждён медалями «За оборону Москвы», «За доблестный труд В Великой Отечественной войне».
В 1951 году окончил технологический факультет Московского института цветных металлов и золота им. М.И. Калинина.
В 1952—1956 годах — инженер-технолог, заместитель начальника цеха завода № 198 «Электропровод» Министерства электротехнической промышленности СССР.
В 1955—1959 годах — в аспирантуре Института истории естествознания и техники АН СССР,
В 1959—2001 годах — научный сотрудник, кандидат технических наук (1965), заведующий сектором истории техники — там же.
Похоронен на Ваганьковском кладбище.

## Научная деятельность
Основные труды относятся к истории развития металлургии и технологий обработки металлов, отечественных предприятий, работавших в этой отрасли производства. Автор более 300 публикаций, в том числе книг о выдающихся деятелях отечественной науки, техники, культуры: В. И. Спицыне, В. И. Глебовой, Л. С. Голицыне, Т. М. Алексенко-Сербине, биографических очерков, открывших малоизвестные станицы биографии К. С. Станиславского и др.
В 1997—2001 гг. — член редколлегии, эксперт по истории специализированного журнала «Металлоснабжение и сбыт».

## Основные работы
- Ламан Н. К. Развитие техники волочения металлов. — М.: Изд-во АН СССР, 1963. — 236 с.
- Ламан Н. К., Кречетникова Ю. И. История завода «Электропровод». — М.: «Энергия», 1967. — 336 с.
- Ламан Н. К. Тихон Михайлович Алексенко-Сербин. — М.: Наука, 1969.-144 с.
- Спицын В. И., Ламан Н. К. Владимир Иванович Спицын: 1893—1923. («Научно-биографическая серия»). — М.: «Наука», 1981. — 168 с.
- Ламан Н. К., Белоусова А .Н., Кречетникова Ю. И. Заводу «Электропровод» 200 лет. — М.: «Энергоатомиздат», 1985. — 336 с.
- Ламан Н. К. Вера Ильинична Глебова: Выдающийся организатор советской науки и промышленности. («Научно-биографическая серия»).- М.: Наука, 1987. — 192 с.
- Ламан Н. К. Развитие техники обработки металлов давлением с древнейших времён до наших дней. — М: Наука, 1990. — 236 с.
- Ламан Н. К., Белоусова А. Н. Князь Лев Сергеевич Голицын: Выдающийся русский винодел. — М.: «Наука», 1999. — 333 с.
- Ламан Н. К., Борисова А. Н. Князь Лев Сергеевич Голицын: выдающийся русский винодел. — М.: Наука, 2000. — 383 с.
- Ламан Н. К. Инженер Станиславский // Знание — сила. 1965. № 2
- Ламан Н. К. Станиславский и техника // Изобретатель и рационализатор. 1988. № 1.
- Ламан Н. .К. Российская металлургия: От ремесла к заводам («История России») // Металлоснабжение и сбыт. 1997. № 1 (5)
- Ламан Н. К. У истоков сибирской металлургии («История России») // Металлоснабжение и сбыт. 1997. № 2 (6)
- Ламан Н. К. Крылатый металл («История России») // Металлоснабжение и сбыт. 1997. № 3 (7)
- Ламан Н. К. Москва в истории металлургии: Часть 1 («История России») // Металлоснабжение и сбыт. 1997. № 4 (8)
- Ламан Н. К. Москва в истории металлургии: Часть 2 («История России») // Металлоснабжение и сбыт. 1997. № 6
- Ламан Н. К. Купцы, заводчики и промышленники Алексеевы («История России») // Металлоснабжение и сбыт. 1998. № 1 (11)
- Ламан Н. К. Вера Ильинична Глебова — организатор промышленности редких металлов («История России») // Металлоснабжение и сбыт. 1998. № 2 (12)
- Ламан Н. К. «Русский Эдиссон» («История России») // Металлоснабжение и сбыт. 1998. № 3 (13)
- Ламан Н. К. Уральская платина («История России») // Металлоснабжение и сбыт. 1998. № 4 (14)
- Ламан Н. К. Из истории трубного производства: Часть 1 («История металлургии») // Металлоснабжение и сбыт. 1998. № 5 (15)
- Ламан Н. К. Из истории трубного производства: Часть 2 («История металлургии») // Металлоснабжение и сбыт. 1998. № 6 (16)
- Ламан Н. К. Тайны булата: Часть 1 («История России») // Металлоснабжение и сбыт. 1999. № 1 (17)
- Ламан Н. К. Тайны булата: Часть 2 («История России») // Металлоснабжение и сбыт. 1999. № 2 (18)
- Ламан Н. К. Россия и Европа: Становление промышленных и торговых связей («История») // Металлоснабжение и сбыт. 1999. № 3 (19)
- Ламан Н. К. Развитие нефтегазопроводов в России («История металлургии») // Металлоснабжение и сбыт. 1999. № 4 (20)
- Ламан Н. К. Мануфактурно-промышленные выставки в России («История металлургии») // Металлоснабжение и сбыт. 1999. № 6 (22)
- Ламан Н. К. Три века уральской металлургической промышленности («История металлургии») // Металлоснабжение и сбыт. 2000. № 1 (23)
- Ламан Н. К. Хронология истории производства и применения труб («История») // Металлоснабжение и сбыт. 2000. № 2 (24). Часть 1
- Ламан Н. К. Из истории метизной промышленности («История») // Металлоснабжение и сбыт. 2000. № 2 (24). Часть 1
- Ламан Н. К. Хронология истории производства и применения алюминия («История металлургии») // Металлоснабжение и сбыт. 2000. № 2 (24). Часть 2
- Ламан Н. К. Металлургия холодного оружия («История металлургии») // Металлоснабжение и сбыт. 2000. № 3 (25)
- Ламан Н. К. Металлургия огнестрельного оружия: Часть 1 («История металлургии») // Металлоснабжение и сбыт. 2000. № 4 (26)
- Ламан Н. К. Металлургия огнестрельного оружия: Часть 2 («История металлургии») // Металлоснабжение и сбыт. 2000. № 5 (27)
- Ламан Н. К. В авангарде русской промышленности: Часть 1: О Николае Ивановиче Путилове (1820—1880) («История металлургии») // Металлоснабжение и сбыт. 2001. № 1
- Ламан Н. К. В авангарде русской промышленности: Часть 2: Знаменитый Путиловский («История металлургии») // Металлоснабжение и сбыт. 2001. № 2
- Ламан Н. К. Демидовское железо в Западной Европе : 18 век («История металлургии») // Металлоснабжение и сбыт. 2001. № 3
- Ламан Н. К. Мосты через века («История металлургии») // Металлоснабжение и сбыт. 2001. № 4
- Ламан Н. К. Из истории рельсов («История металлургии») // Металлоснабжение и сбыт. 2001. № 5